# The Captain of Nakara
The Captain of Nakara es una película de comedia keniana de 2012.

## Sinopsis
El matón de poca monta Muntu (Bernard Safari) acaba de salir de prisión en el ficticio país africano de Nakara. Poco después, se enamora de la hija de un predicador y se niega a contarle su oscuro pasado, fingiendo ser un exitoso hombre de negocios. A partir de ahí, la mentira gira hacia él tomando la apariencia del capitán militar Nakara, lo que trae cambios no solo en su vida, sino también para toda la nación.

## Elenco
- Bernard Safari como Muntu
- Shirlen Wanjari como Muna
- Charles Kiarie como domingo
- Charles Bukeko como el general Lumumba
- Patrick Oketch como Capitán
- Joel Otukho
- Lucy Wangui Gichomo
- Ephraim Muriithi como Fence
- Evans Muthini como carcelero
- Anne Njathi como Waguyu
- Veronica Waceke como asistente de tienda
- Jim Were como propietario del quiosco
- Joseph Olita[5] (sin acreditar) como suegro de Muntu[6]